# Liste des résolutions du Conseil de sécurité des Nations unies adoptées en 2004
Les résolutions du Conseil de sécurité des Nations unies sont les décisions qui sont votées par le Conseil de sécurité des Nations unies.
Une telle résolution est acceptée si au moins neuf des quinze membres (depuis le 17 décembre 1963, 11 membres avant cette date) votent en sa faveur et si aucun des membres permanents qui sont la Chine, les États-Unis, la France, le Royaume-Uni et la Russie (l'Union soviétique avant 1991) n'émet de vote contre (qui est désigné couramment comme un veto).

## Résolutions 1522 à 1529
- Résolution 1552 : la situation concernant la République démocratique du Congo.
- Résolution 1523 : la situation concernant le Sahara occidental.
- Résolution 1524 : la situation en Géorgie.
- Résolution 1525 : la situation au Moyen-Orient.
- Résolution 1526 : menaces à la paix et à la sécurité internationales résultant d'actes terroristes.
- Résolution 1527 : la situation en Côte d'Ivoire.
- Résolution 1528 : la situation en Côte d'Ivoire.
- Résolution 1529 : la question concernant Haïti.

## Résolutions 1530 à 1539
- Résolution 1530 : menaces à la paix et à la sécurité internationales résultant d'actes terroristes.
- Résolution 1531 : la situation entre l'Érythrée et l'Éthiopie.
- Résolution 1532 : la situation au Liberia.
- Résolution 1533 : la situation concernant la République démocratique du Congo.
- Résolution 1534 : tribunal Pénal International pour l'ex-Yougoslavie et Tribunal Pénal International pour le Rwanda.
- Résolution 1535 : menaces à la paix et à la sécurité internationales résultant d'actes terroristes.
- Résolution 1536 : la situation en Afghanistan.
- Résolution 1537 : la situation en Sierra Leone.
- Résolution 1538 : la situation entre l'Irak et le Koweït.
- Résolution 1539 : les enfants et les conflits armés.

## Résolutions 1540 à 1549
- Résolution 1540 : non-prolifération des armes de destruction massive.
- Résolution 1541 : la situation concernant le Sahara occidental.
- Résolution 1542 : la question concernant Haïti.
- Résolution 1543 : la situation au Timor oriental.
- Résolution 1544 : la situation au Moyen-Orient, y compris la question palestinienne.
- Résolution 1545 : la situation au Burundi.
- Résolution 1546 : la situation entre l'Irak et le Koweït.
- Résolution 1547 : rapports du secrétaire général sur le Soudan. (S/2004/453).
- Résolution 1548 : la situation à Chypre.
- Résolution 1549 : la situation au Liberia.

## Résolutions 1550 à 1559
- Résolution 1550 : la situation au Moyen-Orient.
- Résolution 1551 : la situation en Bosnie-Herzégovine.
- Résolution 1552 : la situation concernant la République démocratique du Congo.
- Résolution 1553 : la situation au Moyen-Orient.
- Résolution 1554 : la situation en Géorgie.
- Résolution 1555 : la situation concernant la République démocratique du Congo.
- Résolution 1556 : rapports du secrétaire général sur le Soudan. (S/2004/453).
- Résolution 1557 : la situation entre l'Irak et le Koweït.
- Résolution 1558 : la situation en Somalie.
- Résolution 1559 : la situation au Moyen-Orient. Appel au respect de la souveraineté et de l'indépendance politique du Liban, au retrait de toutes les troupes étrangères de son sol et à l'organisation d'une élection présidentielle libre et équitable. (2 septembre 2004).

## Résolutions 1560 à 1569
- Résolution 1560 : la situation entre l'Érythrée et l'Éthiopie.
- Résolution 1561 : la situation au Liberia.
- Résolution 1562 : la situation en Sierra Leone.
- Résolution 1563 : la situation en Afghanistan.
- Résolution 1564 : rapports du secrétaire général sur le Soudan. Renforcement de la Mission de l'Union africaine au Soudan (AMIS) pour l'application du cessez-le-feu au Darfour qui finalement se limitera à la protection des observateurs internationaux et des humanitaires, mais pas des civils et des réfugiés.
- Résolution 1565 : la situation concernant la République démocratique du Congo.
- Résolution 1566 : menaces à la paix et à la sécurité internationales résultant d'actes terroristes. Résolution sur le terrorisme, adoptée sous le chapitre VII, et qui fait suite, notamment, au massacre de Beslan.
- Résolution 1567 : tribunal pénal international chargé de juger les personnes accusées de violations graves du droit international humanitaire commises sur le territoire de l'ex-Yougoslavie depuis 1991 ; Établissement de la liste des candidats aux fonctions de juge permanent.
- Résolution 1568 : la situation à Chypre.
- Résolution 1569 : réunions du Conseil de sécurité à Nairobi (18-19 novembre 2004).

## Résolutions 1570 à 1579
- Résolution 1570 : la situation concernant le Sahara occidental.
- Résolution 1571 : date de l'élection pour pourvoir un siège vacant à la Cour internationale de justice (S/2004/830).
- Résolution 1572 : la situation en Côte d'Ivoire.
- Résolution 1573 : la situation au Timor oriental.
- Résolution 1574 : rapports du secrétaire général sur le Soudan.
- Résolution 1575 : la situation en Bosnie-Herzégovine.
- Résolution 1576 : la question concernant Haïti.
- Résolution 1577 : la situation au Burundi.
- Résolution 1578 : la situation au Moyen-Orient.
- Résolution 1579 : la situation au Liberia.

## Résolution 1580
- Résolution 1580 : la situation en Guinée-Bissau.